# Cristóbal de Guadix
Cristóbal de Guadix (Montilla, 1650-1709) fue un escultor y ensamblador español. Es uno de los principales representantes de la arquitectura barroca de retablos de Sevilla  y uno de los últimos de la modalidad salomónica en el retablo hacia finales del siglo XVII y principios del XVIII.

## Biografía
Nació en la localidad cordobesa de Montilla en 1650. Se desplazó a Sevilla, donde contrajo matrimonio con María de Vayas en 1673, cuando contaba 22 años, figurando como testigo del enlace el también escultor Bernardo Simón de Pineda.
Sus principales trabajos se realizaron en el área de Sevilla. Las primeras referencias de su obra datan de 1678 y 1679, en los que colaboró en la elaboración de algunas piezas de canastillas y pasos para las hermandades de la Carretería y la Exaltación. En la década de 1680 realiza la sillería del coro para la iglesia parroquial de San Martín de Sevilla (1683), un retablo para la Cofradía de la Santa Cruz de la iglesia de San Juan de La Palma (1686) y el retablo de la capillas de las Nieves, del gremio de zapateros, en San Nicolás (1689).
A partir de 1690 empiezan las dos décadas de actividad más intensa en las realizará sus obra retablística más destacada, que comienza con el retablo mayor del Convento de Santa María de Jesús (Sevilla), en el que colabora con Pedro Roldán, el escultor más destacado de la época. Del mismo año 1690, también data la contratación del retablo mayor de la iglesia de San Vicente. En 1702, contrató el retablo mayor de la actual iglesia de la Concepción de Castilleja de la Cuesta. También realizó en este periodo los desaparecidos altares mayores de la iglesia del convento de Nuestra Señora del Rosario, en Arahal (1693) y del convento de San Francisco de Lora del Río (1694). Una de sus últimas obras, contratada en 1707, fue el retablo la capilla de la Orden Tercera, que actualmente alberga el Cristo del Calvario, en la iglesia de la Magdalena.